# ベルム (オスナブリュック郡)
ベルム (ドイツ語: Belm) は、ドイツ連邦共和国ニーダーザクセン州オスナブリュック郡の町村（以下、本項では便宜上「町」と記述する）である。ベルムはオスナブリュック市の衛星都市としてオスナブリュック大都市圏に属す。

## 地理

### 位置
ベルムはヴィーエン山地の南の支脈沿いのオスナブリュッカー・ラント、およびオスナブリュク丘陵北部に位置している。自然・ジオパーク TERRA.vita の中央にあたる。ハーゼ川支流のネッテ川とベルマー・バッハ川が流れている。

### 地質
この地域全体が地質学的に興味深い土地である。ここでは三畳紀から新第三紀までの極めて多様な地質時代が比較的狭い地域で観察できる。町域北部が属すヴィーエン山地部分ではシュヴァルツクライデ層が見られるが、ベルム地区やハルテルン地区では泥灰岩層が見られる。その間の地域は、たとえばガットベルクのように、ザーレ氷期の迷子石で知られている。

### 気候
ベルムの気候は温帯に属し、北海海岸の海洋性気候と、南から東にかけての大陸性気候との移行部にあたる。しかし、メキシコ湾流による大西洋の影響は、ユーラシア大陸の影響よりも大きい。これは、たとえばハノーファーやベルリンと比較して、冬は通常それほど寒くなく、夏はそれほど暑くないということを意味している。西風が支配的で、この風が定期的に湿気をもたらす。
| ベルムの気象データの気候                        | ベルムの気象データの気候 | ベルムの気象データの気候 | ベルムの気象データの気候 | ベルムの気象データの気候 | ベルムの気象データの気候 | ベルムの気象データの気候 | ベルムの気象データの気候 | ベルムの気象データの気候 | ベルムの気象データの気候 | ベルムの気象データの気候 | ベルムの気象データの気候 | ベルムの気象データの気候 | ベルムの気象データの気候 |
| 月                                              | 1月                      | 2月                      | 3月                      | 4月                      | 5月                      | 6月                      | 7月                      | 8月                      | 9月                      | 10月                     | 11月                     | 12月                     | 年                       |
| ----------------------------------------------- | ------------------------ | ------------------------ | ------------------------ | ------------------------ | ------------------------ | ------------------------ | ------------------------ | ------------------------ | ------------------------ | ------------------------ | ------------------------ | ------------------------ | ------------------------ |
| 日平均気温 °C （°F）                            | 0.9 (33.6)               | 1.4 (34.5)               | 4.1 (39.4)               | 7.7 (45.9)               | 12.3 (54.1)              | 15.4 (59.7)              | 16.8 (62.2)              | 16.5 (61.7)              | 13.5 (56.3)              | 9.7 (49.5)               | 5.0 (41)                 | 2.1 (35.8)               | 8.8 (47.8)               |
| 降水量 mm （inch）                              | 75.0 (2.953)             | 55.0 (2.165)             | 65.0 (2.559)             | 57.0 (2.244)             | 69.0 (2.717)             | 82.0 (3.228)             | 73.0 (2.874)             | 72.0 (2.835)             | 66.0 (2.598)             | 60.0 (2.362)             | 76.0 (2.992)             | 85.0 (3.346)             | 835.0 (32.874)           |
| 平均月間日照時間                                | 40.0                     | 69.0                     | 102.0                    | 149.0                    | 196.0                    | 191.0                    | 186.0                    | 186.0                    | 132.0                    | 104.0                    | 51.0                     | 34.0                     | 1,440                    |
| 出典：Wetter und Klima - Deutscher Wetterdienst |                          |                          |                          |                          |                          |                          |                          |                          |                          |                          |                          |                          |                          |

### 隣接する市町村
ベルムは、北はブラームシェ、東はオスターカッペルン、南東はビッセンドルフ、南西から西は郡独立市のオスナブリュック（ダールム/グレーテシュ/リュストリンゲン地区、ヴィドゥキントラント地区、ドーデスハイデ地区、ハステ地区）、北西はヴァレンホルストと境を接している。

#### 自治体の構成
自治体としてのベルムは以下の地区で構成されている: ベルム（＝ポーヴェ）、イッカー、ハルテルン（＝ヴェリンゲン）、フェールテ。
| 地区                             | 面積 (km2) | 人口（人） | 人口密度（人/km2） |
| -------------------------------- | ---------- | ---------- | ------------------ |
| ベルム（ポーヴェを含む）         | 20.1       | 9,373      | 466                |
| ハルテルン（ヴェリンゲンを含む） | 10.2       | 625        | 61                 |
| イッカー                         | 10.4       | 1,089      | 104                |
| フェールテ                       | 15.8       | 2,928      | 185                |

#### ベルム
この町の町名にもなっている現在の中心地区であるベルム地区は、（旧）ベルムとポーヴェが融合してできている。この地区は町内で最も人口の多い地区であり、町役場、学校・スポーツセンター、オフィス、ショッピングセンター、工業・手工業企業が存在する文字通り町の中心地である。この地区は北東から南西に走る連邦道 B51号線によって2つに分けられる。北側には工業企業やショッピングセンターがあり、南側は文化施設や社会施設、小さなオフィスやレストランが点在する住宅地である。町役場前のマルクト広場は、毎年夏に8週間にわたって行われる「ベルムの文化の夏」の開催地であり、木曜日ごとに週の市が開かれる。

#### イッカー

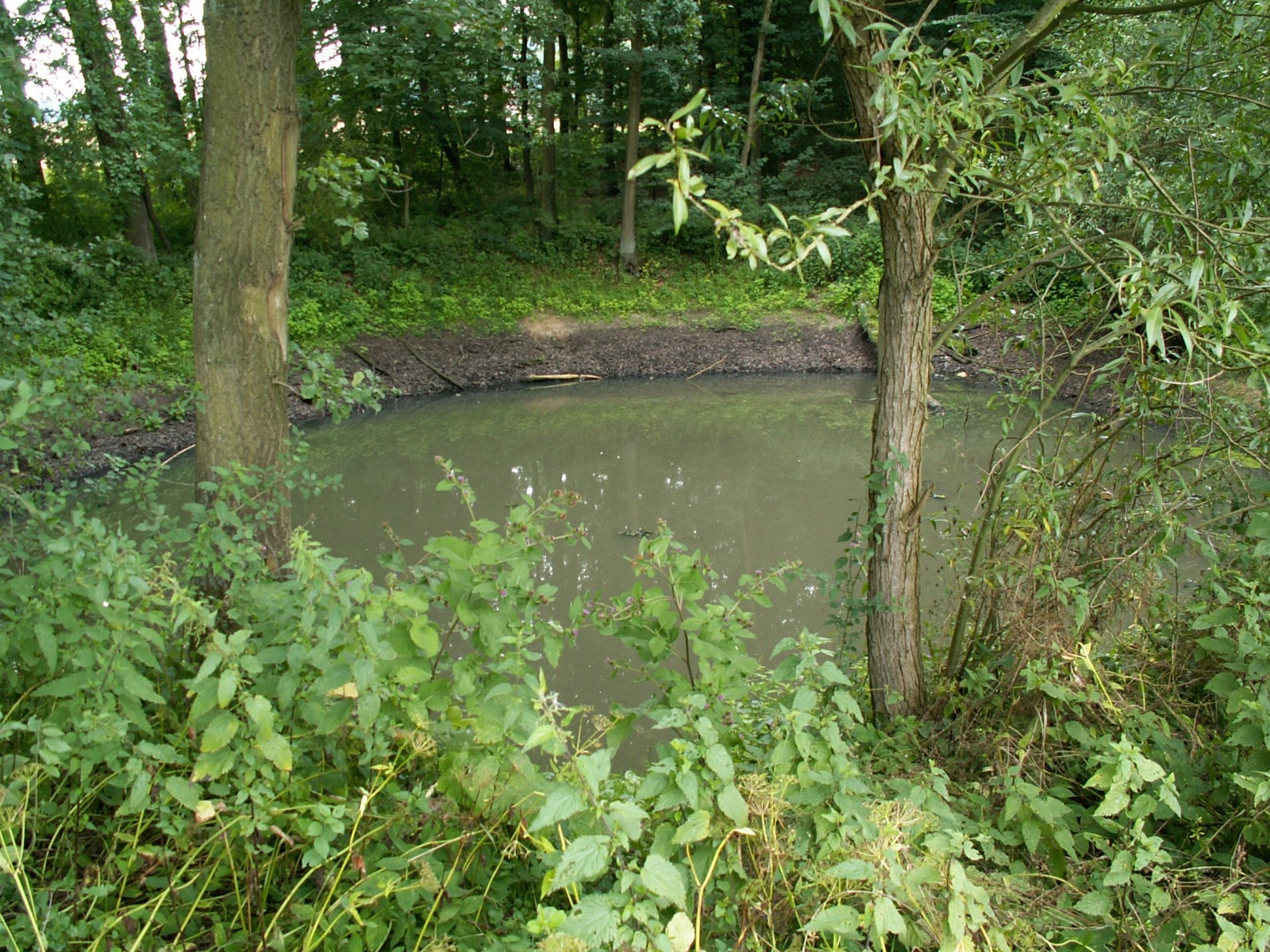
イッカー・ロッホ

イッカーはオスナブリュッカー・ラントに位置する地区である。
この地区は1411年以来、合わせて3回起こった土地の漏斗状陥没で知られている。
1回目の陥没（「イッカー・クーレ」）は1411年に起こった。2度目の陥没「イッカー・コルク」（「謎の陥没」「証拠のない陥没」とも呼ばれる）は、1564年から1864年まで存在し、その後姿を消した。
3度目の陥没は1782年4月22日に起こった。「大きな地鳴りと同時に起こったつむじ風や地中の激しい嵐」がこの陥没の前兆であった。夕方頃には直径約 15 m の「イッカー・ロッホ」が出現した。その2週間後には、穴の大きさはほぼ倍に広がった。「イッカー・ロッホ」は現在も存在しており、直径は約 20 - 25 m ある。言い伝えによれば、深さは 40 m あり、馬車が沈んでいるという。ニーダーザクセン警察の潜水夫は2012年に盗まれた金庫が沈められたことに関する調査を行い、水深が 2.2 m であると結論づけた。イッカー・ロッホは、かつてのイッカー・コルクの近くにあるが、実際にはイッカー地区ではなく、その境界線から数 m だけ西のヴァレンホルスト地区に入った場所にある。

#### フェールテ

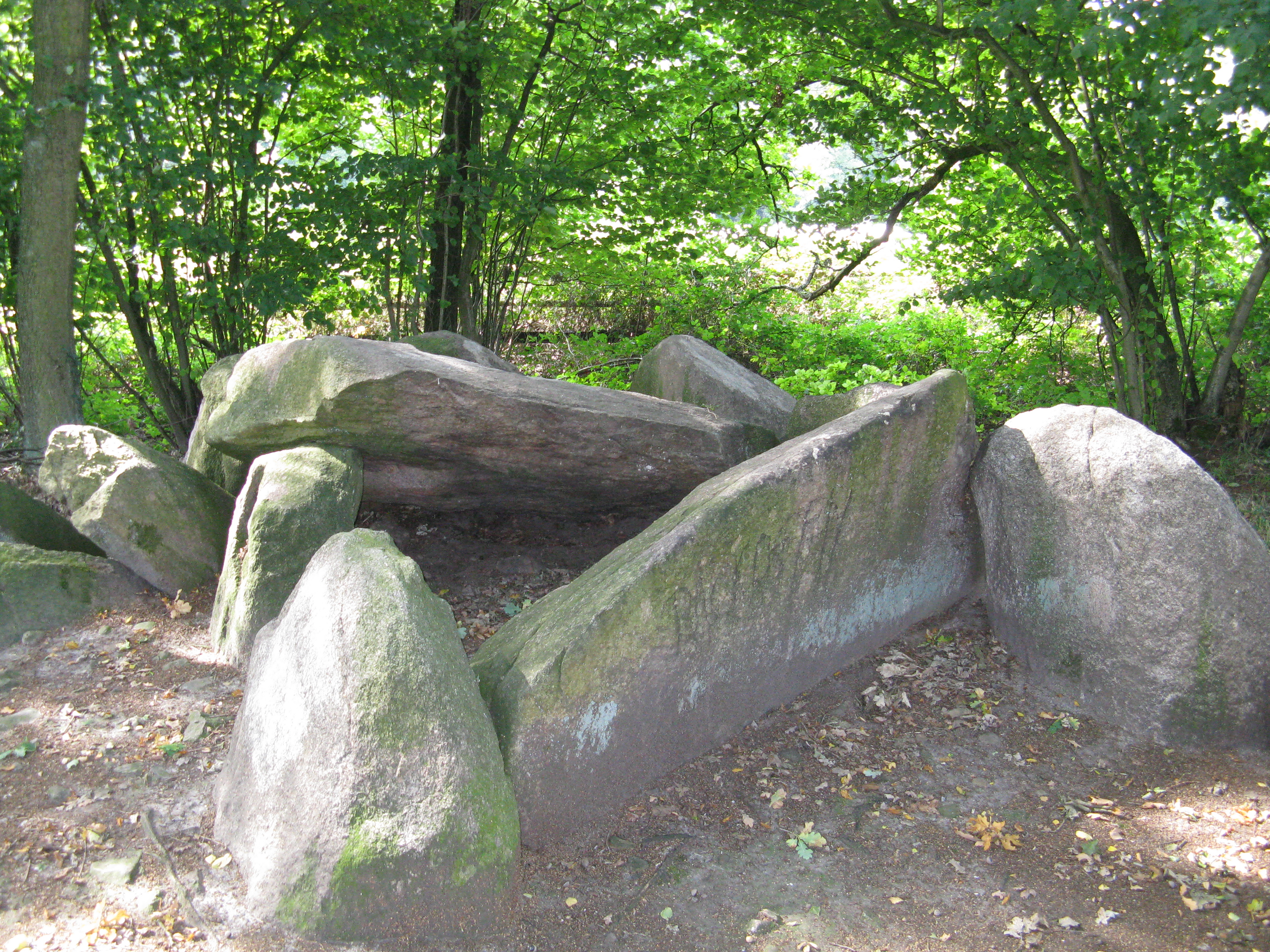
巨石遺跡「悪魔のパン焼き窯」

ベルムのフェールテ地区は、オスナブリュックの北東約 12 km、ベルムの北約 6.5 km の、森に覆われたヴィーエン山地の南斜面に位置する。この集落は、この地域の他の多くの集落とは異なり、路村ではない。フェールテ駅は、集落の外側、海抜 127 m に位置する。フェールテはベルムで最も広い面積を占めている。
この地区の北東はシュヴァクストルフ、北西はフェンネ（ともにオスターカッペルンの地区）と境を接している。西はベルムのイッカー地区、東はハルテルン地区、南はポーヴェ地区である。19世紀に建設され1955年に取り壊されたアストルプ城をふくむ旧アストルプ荘園もフェールテに含まれる。
この地区の住民の多くはフェールテ＝ノルト（フェールテ北）に住んでいる。ここは主に第二次世界大戦後に、東のヴィテキンツヴェーク、西のベルク通り沿いに建設された住宅地である。ヴィーエン山地広域遊歩道「ヴィテキンツヴェーク」、「DiVaウォーク」、「巨石文化街道」がここを通り、ベルムの町境を越えて行く。
フェールテは地質学的に興味深い土地である。この集落内で様々な地質学的痕跡が観察できる。新石器時代には多くの巨石墓が造られた。現在も点在している迷子石で造られた「トイフェル・バックトローク」（悪魔のパン捏ね桶）や「トイフェル・バックオーフェン」（悪魔のパン焼き窯）といったフェールテ近郊の巨石墓や、ガットベルクの「シュタイネルネス・メーア」にあるジュンテルシュタインやブッターシュタインのようなメンヒルがあるが、これはこの地域に多く見られるザーレ氷河の残滓である。この他にヴァイヒゼル寒期の痕跡である黄土が窪地に見られる。
- 旧フェールテ駅
- 悪魔のパン捏ね桶
- ジュンテルシュタイン
- ブッターシュタイン

シュヴァルツクライデグルーベは自然文化財である。これは数百万年前の腐泥で形成されており、20世紀になるまで採掘され、輸出されていた。シュヴァルツクライデは非石炭性オイルシェールである。
フェールテとイッカーはネッテ川の両岸にあたる。

#### ハルテルン＝ヴェリンゲン
ハルテルンとヴィリンゲンは、最も小さな地区であり、町内の東部に位置している。興味深い見所がハルテルンのスループシュタインである。ベルムとビッセンドルフ町境に接するヴェリンゲンには、オスナブリュッカー・ゴルフクラブの18ホールのゴルフコースがある。

## 歴史
考古学的出土品は、5000年にわたる長い入植の歴史を物語っている。新石器時代の中部および北部巨石文化の構造物（たとえばハルテルンのシュループシュタイン）、ゲルマン人（特にブルクテリ族、カッティ族、ケルスカー族）の器、ローマ帝国のコイン、カロリング時代のヴィドゥキントとその妻ゲーファの歴史、ガウ・トレクヴィチ（オスナブリュックおよびテックレンブルク周辺地域）に属したベルムの歴史などが町内にその痕跡を留めている。カール大帝以降の時代のベルム本来の歴史は、840年頃のベルムの水車建設を嚆矢とする。現在のベルムの町域は、9世紀に設けられた古いベルム教会区（貴族の私的教会）の大部分にあたる。この教会区には、農村イッカー（1090年に Ickari  として初めて記録されている）、フェールテ（1050年に Fariti として初めて記録されている）、ポーヴェ、ハルテルンとヴェリンゲンさらにグレーテシュ、ダールム、リュストリンゲンが含まれた。ここから11世紀にマルク共同体のハルテルン＝ヴェリンゲン、フェールテ＝ポーヴェ、イッカー、ダールム＝グレーテシュ＝リュストリンゲンが成立した。

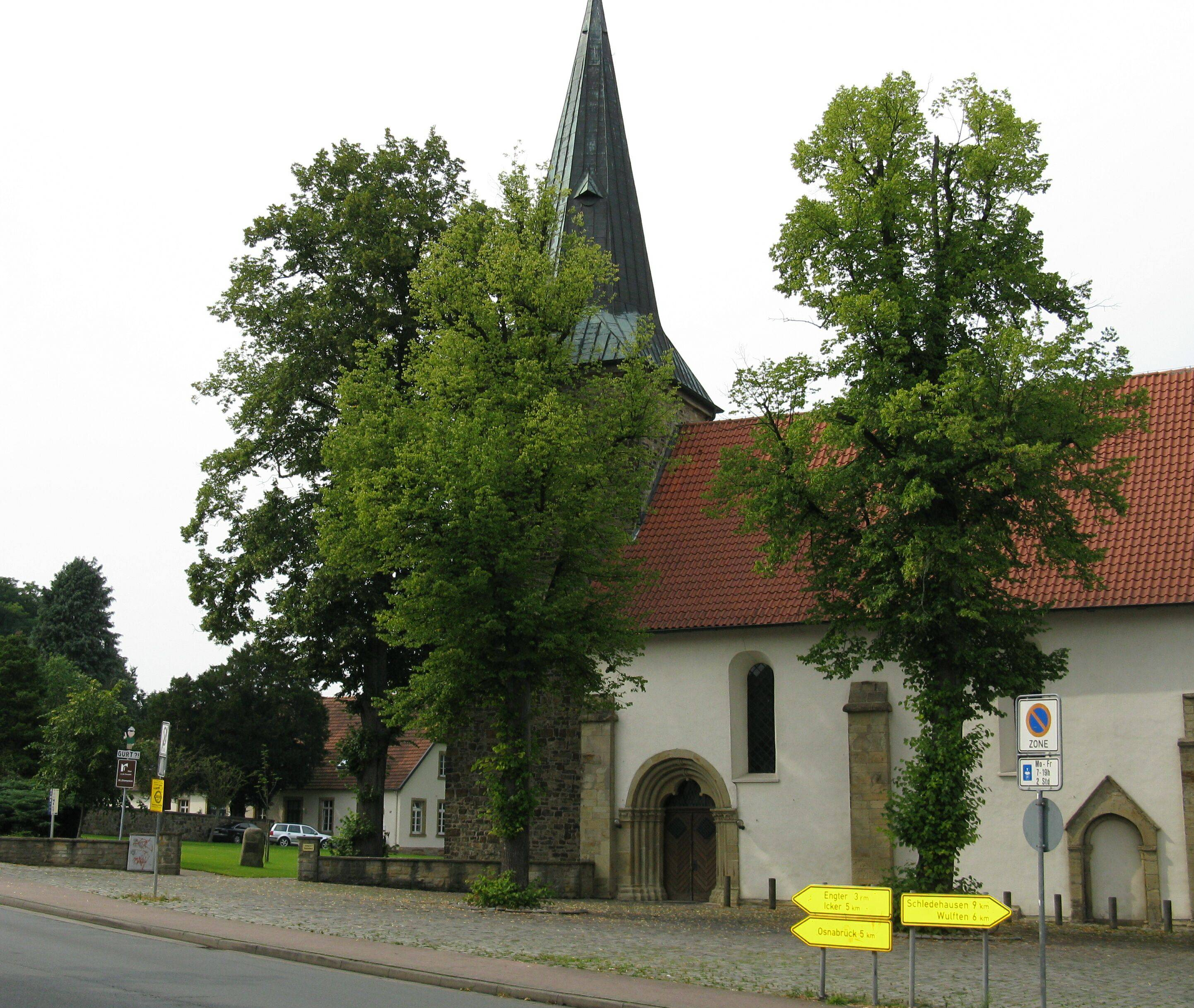
後期ロマネスク様式のカトリック教会、聖ディオニシウス教会

ベルム集落は12世紀末に Belehem という表記で初めて文献に記録されている。その後 Belehm（1224年）、Belham（1483年） と変遷し、最終的に Belm となった。1853年に上記のマルク共同体はザムトゲマインデ・ベルムとして合併した。ベルムとポーヴェは1968年に統合された。1972年の地域再編に伴って、それまでのベルム、ハルテルン、イッカー、ポーヴェ、フェールテが合併して現在のベルムの町域が形成された。ベルム中心に建つ歴史上の中心点は、ロマネスク様式からゴシック様式への移行期の建築様式で建設されたカトリックの聖ディオニシウス教会（13世紀半ば）である。現在の水車は、1899年に建設された。
ヴェストファーレン条約の締結は、住民の約 90 % がプロテスタントであったにもかかわらず、1624年から存続している教区の宗旨がカトリックに留まったことに決定的な影響を及ぼした。ヘトマール教区は当時カトリックの信仰を公言していた。プロテスタント信者は、1812年になってやっとナポレオン1世による教会建設許可をモスクワから受け取った。
2001年8月6日、F1/F2の竜巻が、町の中心部を長さ 6 km、幅 50 m の帯状に削り取っていった。この被害総額は500万マルク以上に及ぶ。

### 町村合併
1968年にベルムとポーヴェが合併した。1972年7月1日にハルテルン、イッカー、フェールテが合併した。

## 住民

### 人口推移
| 年   | 1939  | 1950  | 1961  | 1970  | 1980   | 1990   | 1995   | 2000   | 2005   | 2010   | 2011   | 2013   | 2015   |
| 人口 | 3,977 | 6,350 | 6,353 | 8,559 | 10,617 | 11,824 | 14,359 | 14,012 | 13,818 | 13,583 | 13,516 | 13,553 | 13,581 |

数値はベルム町（1980年まで）およびニーダーザクセン州統計およびコミュニケーション技術局の報告に基づく。

### 宗教
- 福音主義ルター派: 5,497人
- ローマ＝カトリック: 5,385人
- 福音主義改革派: 175人
- その他: 3,288人

## 行政

### 議会
ベルムの町議会は 26議席で構成されている。投票権を有する議長として町長がこれに加わる。

### 首長
2013年9月22日の直接選挙でヴィクター・ヘルメラー（無所属）は 67.54 % の支持票を獲得して当選した。この選挙の投票率は 69.15 % であった。任期は2013年11月1日からであった。

### 紋章
銀色の背景はジュンテルシュタインの灰色を表現しており、黒い十字はこの岩に刻まれた垂直と水平の溝を表すと同時に、何世紀にもわたって領主となっていたオスナブリュック司教を示している。赤い自在鉤は、かつてベルムに住んでいた土地領主を表している。さらに銀と黒の配色はオスナブリュック市を、赤と黒の配色はオスナブリュック司教領を象徴している。

### 姉妹自治体
ベルム町はドイツ国内1自治体、国外2自治体と姉妹自治体関係にある。
- エルターライン（ドイツ、ザクセン州）
- コルノ（ポーランド語版、英語版）（ポーランド、ヴァルミア＝マズールィ県）
- エングルウッド（アメリカ合衆国、コロラド州）

この町は2004年9月14日からエルツ山地のエルターライン市と公式な姉妹自治体関係にある。この友好関係は1950年代の最初の交流に基づいている。2番目の姉妹自治体協定は、2006年5月26日にポーランドのコルノとの間で結ばれた。コルノ（旧グロース・ケレン）はヴァルミア・マズーリ県のオルシュティン郡（旧アレンシュタイン郡）に位置している。3番目の姉妹都市協定は2007年7月26日にコロラド州エングルウッドとの間で締結された。エングルウッドはデンバーの南に位置する衛星都市である。

## 文化と見所

### 文化
- ビクルトe.V.
ビクルト (BiKult) は、「ベルムの教育と文化に関する協会 (Verein für Bildung und Kultur in Belm)」を意味している。この団体は、ベルマー郡立市民大学のコースやセミナーを組織し、たとえば研修旅行、展覧会見学、創作イベントなどといった数多くの文化イベントも企画している[37]。
- ベルマー＝ミューレ e.V.
この団体は歴史的建造物「ベルムの水車」およびこれに附属する水車機構の維持管理を行っており、内部スペースをイベントや芸術展示に提供している。さらにドイツ水車の日や児童・生徒・幼稚園児やグループ見学に対して、水車の動作のデモンストレーションを行っている[25]。
- ベルムはラジオ・マラブ放送局の所在地でもある。

### 音楽
- ベルム音楽団 e.V.
この有名な楽団は、幅広いレパートリーを持つ吹奏楽団である。活動のハイライトは、毎年ケルンのカーニバルで行われる「シュル・ウント・フェーデルスウムツーク」と呼ばれるパレードへの参加である[38]。

### 建築

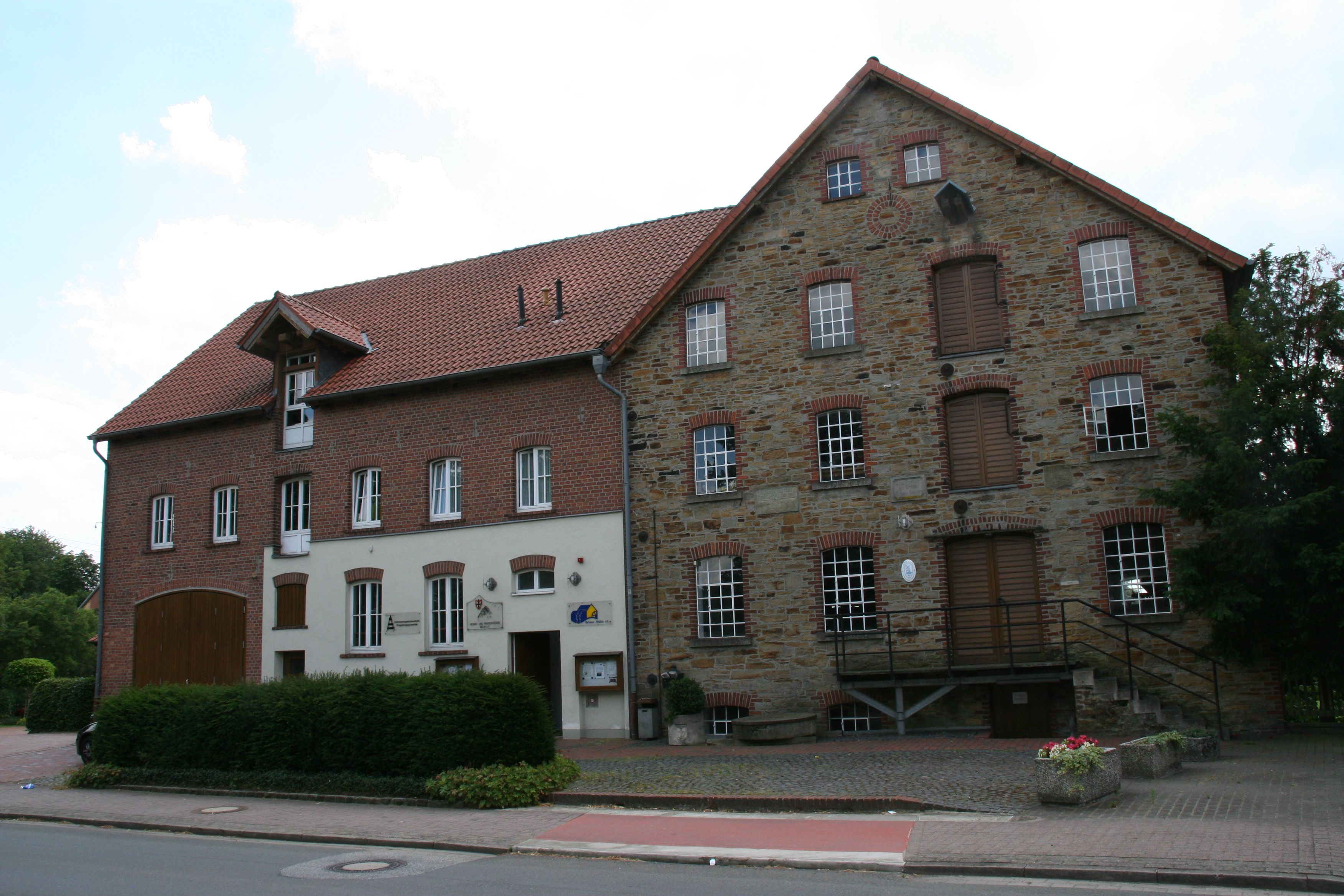
ベルムの水車

- ベルムの水車、840年頃に最初の建物が建設された。現在の建物は1899年建造
- ロマネスク＝ゴシック様式の聖ディオニシウス教会（13世紀中頃）
- 福音主義ルター派教会、1815年 - 1819年建造
- シンケル塔、ベルムとオスナブリュックとの町境に建つ高さ 158 m の送信塔

### 自然保護区と自然文化財
- ガットベルクを含む「シュタイネルネス・メーア」自然保護区[9]
- シンクホール「イッカー・ロッホ」[39]
- ベルムのマーゲルクーレ
- フェールテのシュヴァルツクライデグルーベ
- 自然・ジオパーク TERRA.vita[40]

### スポーツ
- 武神館忍法 e.V.[41]
- モーター＝スポーツ・フェールテ[42]
- シュポルトフェライニグング・コンコルディア・ベルム＝ポーヴェ e.V.[43]: バスケットボール、サッカー、ハンドボール、空手、卓球、体操、バレーボール
- シュピール・ウント・シュポルト・フェールテ e.V.[44]: バスケットボール、サッカー、陸上競技、オリエンテーリング、テコンドー、ダンス、テニス、体操、バレーボール
- テニス＝クラブ・ベルム e.V.[45]: ボウル、テニス

### 年中行事
一連のイベントシリーズは「ベルムの文化の夏」と呼ばれている。7月の第1金曜日から8月の最終金曜日まで、多彩な音楽プログラム「ドラウセン・ウント・ウムゾンスト（野外で、無料で）」が行われる。2010年以降の「ベルムの夏の夜」の共催パートナーがレストラン「レーコン」で、ここでは夏の期間中不定期に「レーコンの音楽の夕べ」としてやはり広いジャンルの音楽プログラムが演奏されている。
この他のイベントとしては、毎年4月30日から5月1日に行われる「ベルムの消防祭」がある。この祭では大規模な「5月の舞踏会」が開かれる。9月の第2日曜日にモーター＝スポーツ・フェールテは「オールドタイマー＝ラリー」を開催している。このイベントには周辺地域から見物する価値のある歴史的な自動車が参加する。10月の第2週末は百年以上も前から「ベルムの教会祭」の日となっている。
9月の第1週末には、ベルム企業フォーラム (FBU) が産業ショーを伴う「九月祭」を開催する。
ベルムのクリスマスマーケットは、伝統的に第1アドヴェントの週末に古い町の中心部で開催される。第2アドヴェントの週末には、ベルム音楽団がクリスマスコンサートを開く。

## 経済と社会資本

### 交通
連邦道 B51号線と B65号線の共通区間（ブレーマー通り）が町内を北東から南西に横切っている。町境からオスナブリュック市に約1500 m 入ったところでビーレフェルトに通じる連邦アウトバーン A33号線に接続する。この道路はA1号線とのギャップを埋めるために延伸すべきと何十年も前からされている。連邦アウトバーン A30号線ハノーファー - バート・エーンハウゼン、アムステルダム/ヘンゲロー（オランダ）は、ベルムから約 7 km 離れており、ブレーメンへ向かう連邦アウトバーン A1号線への接続にも使われる（ベルムから最寄りのオスナブリュック南ジャンクションから 12 km でA1号線とのロッテ/オスナブリュック・ジャンクション）。
鉄道オスナブリュック - ブレーメン線がベルム町内を通っている。ベルム地区の駅は1950年代から、フェールテ地区の駅は1970年代から営業を停止している。
ベルムは、10分間隔の路線バスでオスナブリュックと結ばれている。この他に1時間ごとにイッカー、フェールテ、オスターカッペルン行きのバスもある。

### 雇用
2005年6月1日現在、ベルムでは 2,371人の社会保険支払い義務のある労働者が働いている。

### 企業

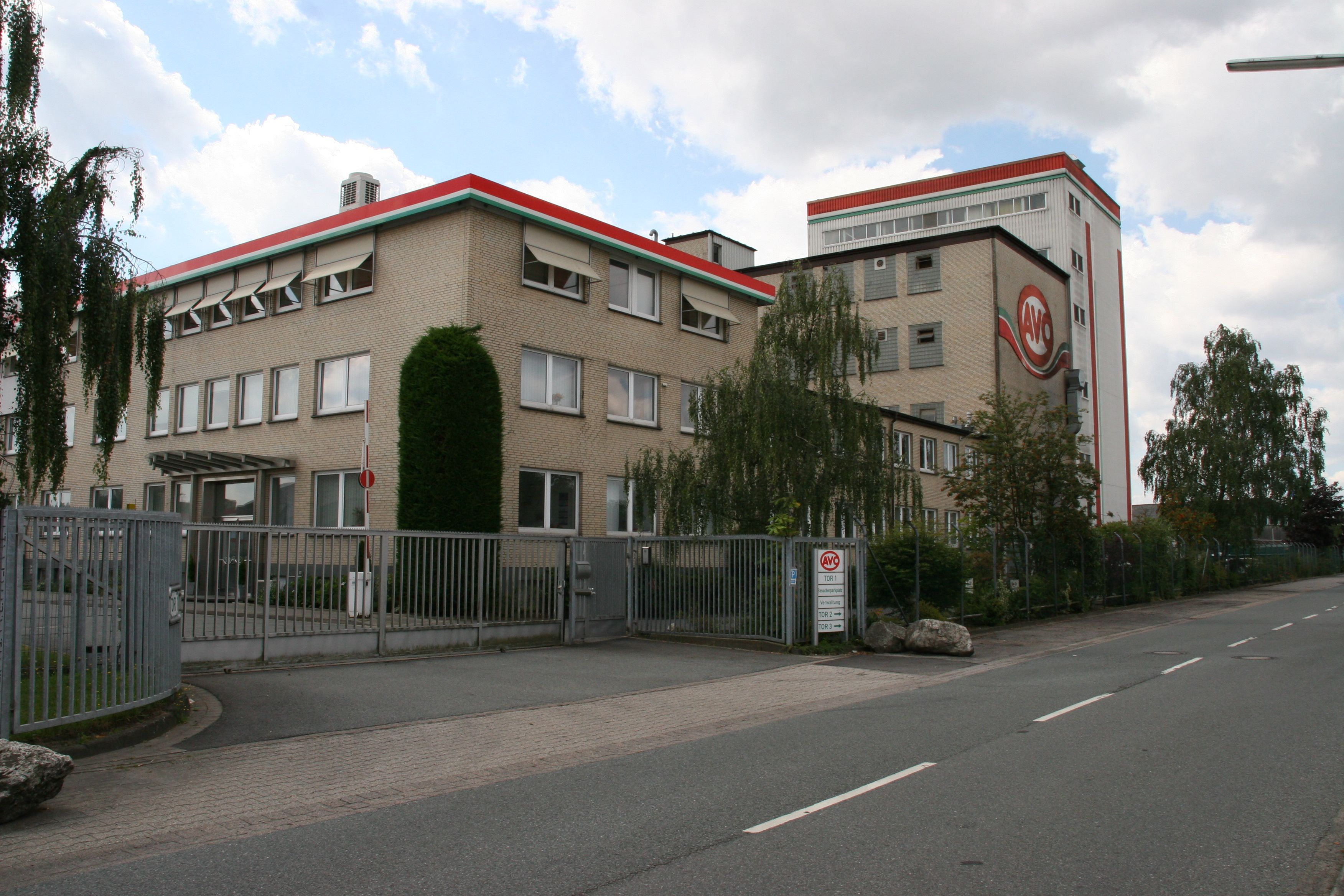
AVO Werke

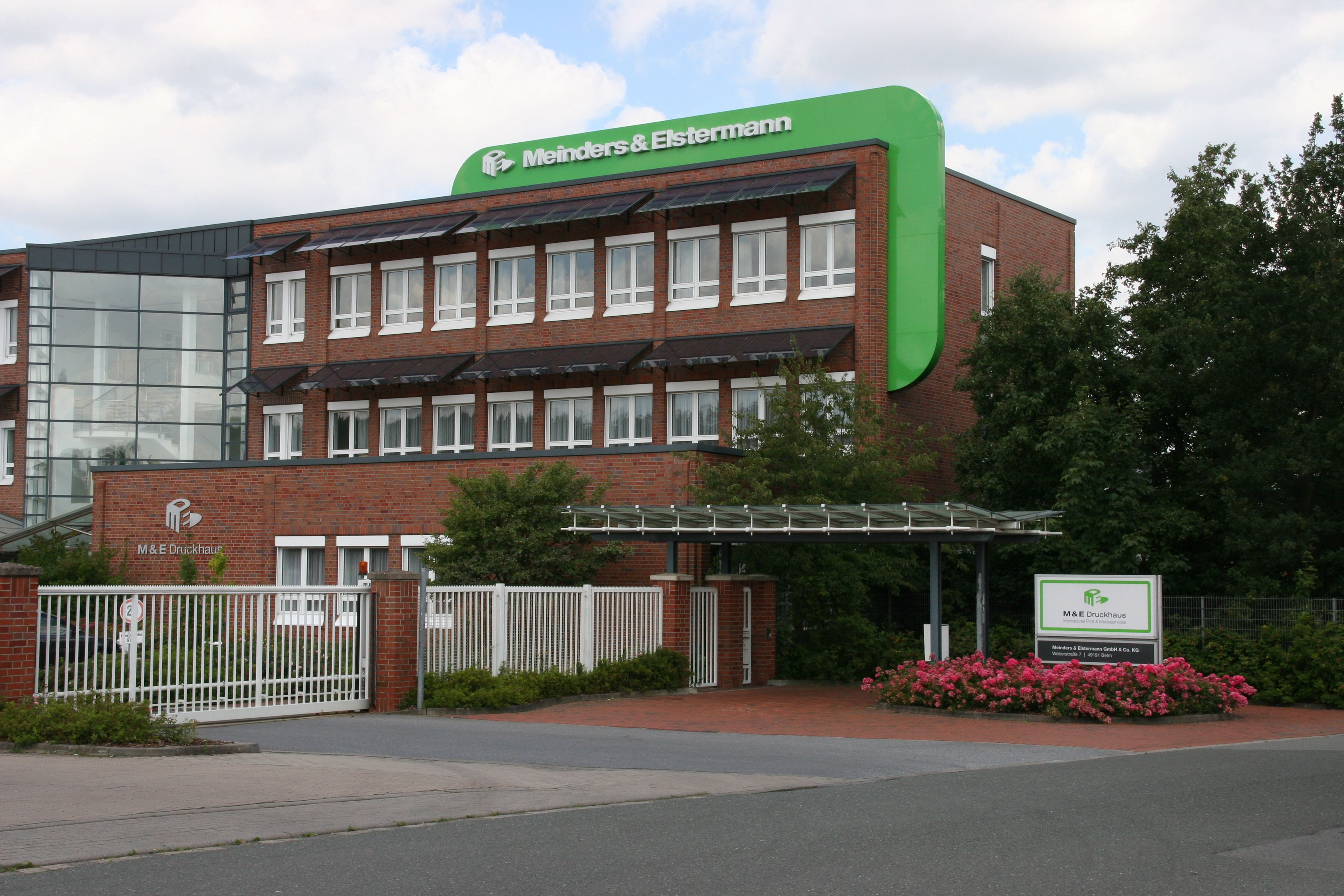
マインダース＆エルスターマン印刷所

ベルムには基本的な生活用品（食品、衣類、家具、日用品）を販売する店がある。また、ベルムは多くの支社・支店（電子産業、建設業、倉庫業）があり、化学産業あるいは食品産業系企業、出版社の本社も存在する。
ベルムに本社を置く主な企業には以下のものがある。
- AVO ヴェルケ・アウグスト・バイセ GmbH、スパイス工場、従業員数約600人[48]
- ユピテル・ハイツシステーメ GmbH、床暖房システム、ダンフォス・グループ（ドイツ語版、英語版）、従業員数約 50人
- マインダース＆エルスターマン GmbH & Co. KG、印刷・出版社、従業員数約 170人[49]
- オスナトール＝ヴェルク GmbH & Co. KG、塗料会社、従業員数約 50人[50]
- レンダック・イッカー GmbH & Co. KG（ゾーベル・ホールディング GmbH）、レンダリング、従業員数 700人を超えるコンツェルン企業[51]
- ヴァロ＆フォグラー GmbH & Co.KG、表面加工、従業員数約 100人[52]

この他、造園業、暖房/衛生/ソーラー設備、自動車、ミネラルウォーター、広告業、健康産業、スーパーマーケット、大型小売店などがある。

### 教育
ベルム地区には本課程・実科学校（ヨハネス＝フィンケ＝シューレ）と基礎課程学校2校がある。
フェールテ地区とイッカー地区にはそれぞれ1校の基礎課程学校がある。さらに幼児教育は、全部で6園の幼稚園が担当している。

### 公共機関
消防活動に関するニーダーザクセン州の要望に基づき、ベルムにも重点消防団の形態を持つ消防団が存在する。

## 人物

### ゆかりの人物
- ザッシャ・ヴァイトナー（ドイツ語版、英語版）（1974年 - 2015年）写真家、ベルムに住んだ。